# 篠山口站
篠山口站（日语：／ Sasayamaguchi eki */?）是位於日本兵庫縣丹波篠山市，屬於西日本旅客鐵道（JR西日本）福知山線的鐵路車站。本站為丹波篠山市的主要車站。福知山線的暱稱「JR寶塚線」是指東海道本線大阪站至本站間的區間。而本站在1972年以前是通往篠山市街地的篠山線的始發站。

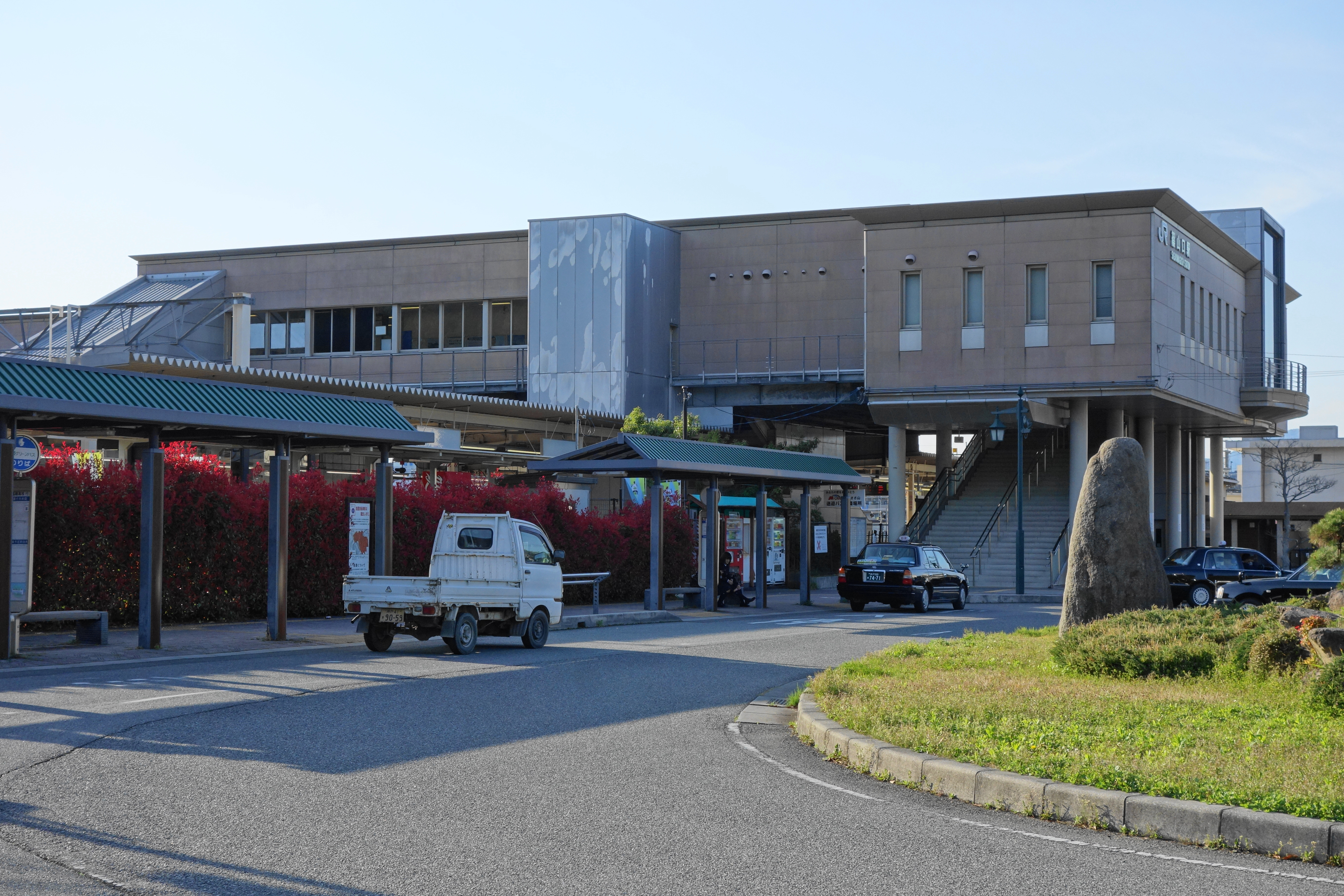
東口（2013年4月）

## 車站構造

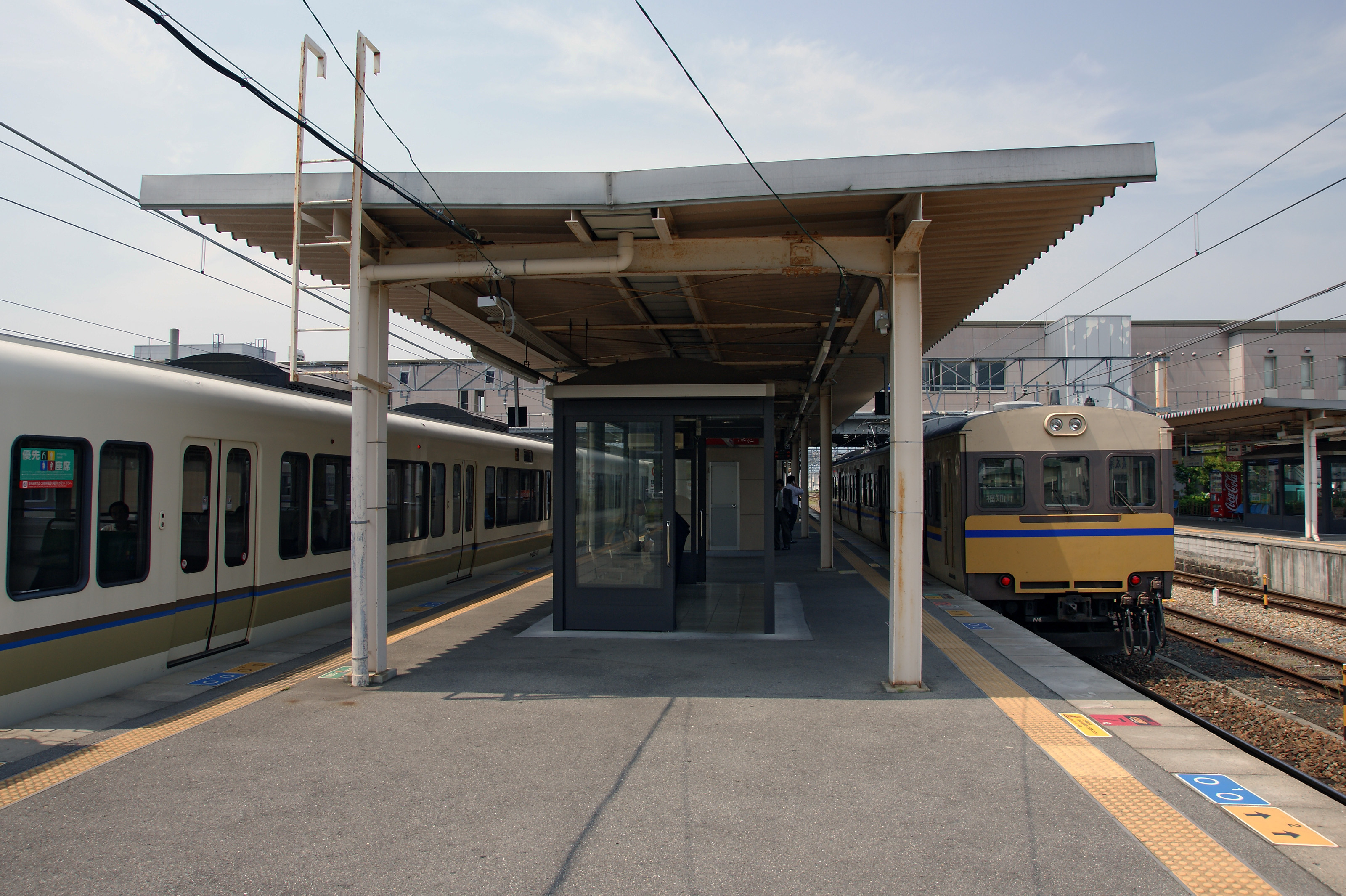
月台（2008年5月）

本站為側式及島式月台複合型2面3線的鐵路車站，並設有跨站式站房。站內只設置1處驗票閘口。側式與島式的各月台設有中線（2號月台），但不存在「2號月台」。福知山線自本站至福知山車站之間長達48.1公里的路段為單線。

### 月台配置
| 月台    | 路線     | 目的地               |
| ------- | -------- | -------------------- |
| 1、3、4 | JR寶塚線 | 三田、寶塚、大阪方向 |
| 1、3、4 | 福知山線 | 福知山、豐岡方向     |

## 使用情況
根據「兵庫縣統計書」，2016年（平成28年）度1日平均上車人次為3,532人。
近年的1日平均上車人次如下表。
| 年度   | 1日平均 上車人次 |
| ------ | ---------------- |
| 1995年 | 3,463            |
| 1996年 | 3,590            |
| 1997年 | 3,803            |
| 1998年 | 3,931            |
| 1999年 | 3,995            |
| 2000年 | 4,112            |
| 2001年 | 4,185            |
| 2002年 | 4,158            |
| 2000年 | 4,112            |
| 2001年 | 4,185            |
| 2002年 | 4,158            |
| 2003年 | 4,187            |
| 2004年 | 4,278            |
| 2005年 | 4,141            |
| 2006年 | 4,115            |
| 2007年 | 4,092            |
| 2008年 | 4,072            |
| 2009年 | 3,966            |
| 2010年 | 3,914            |
| 2011年 | 3,863            |
| 2012年 | 3,757            |
| 2013年 | 3,775            |
| 2014年 | 3,633            |
| 2015年 | 3,580            |
| 2016年 | 3,532            |

## 車站周邊
- 國道176號

## 历史
- 1899年（明治32年）3月25日 阪鶴鐵道的篠山站開業。
- 1907年（明治40年）8月1日 由於鐵道國有法，阪鶴鐵道國有化。
- 1944年（昭和19年）4月1日 改名篠山口站。
- 1944年（昭和19年）3月21日 篠山線（篠山口～福住）開業。
- 1972年（昭和47年）3月1日 篠山線廢止。
- 1987年（昭和62年）4月1日 國鐵分割民營化成為西日本旅客鐵道車站。
- 1997年（平成9年）2月8日 成為橋上車站。
- 1997年（平成9年）3月8日 JR東西線開業的同時、新三田站～篠山口站間複線化。

## 車站便當
- 山菜デカンショ弁当
- 幕の内弁当
- かにずし
- 猪のぼたんめし
- 特製　松茸弁当

## 車站内食堂
- 浪花食堂

## 相鄰車站
西日本旅客鐵道
 JR寶塚線（福知山線）
- 特急「東方白鸛」停車站

■快速（至三田站為止為各站停車）
南矢代（JR-G68）－篠山口（JR-G69）
■丹波路快速（三田－福知山為各站停車）、■普通
南矢代（JR-G68）－篠山口（JR-G69）－丹波大山

### 曾經存在的路線
日本國有鐵道
篠山線
篠山口－篠山
篠山鐵道
篠山鐵道線
篠山（當時）－東吹

## 外部連結
- 篠山口｜車站資訊：JR出門網 - 西日本旅客鐵道